# Ecoporanga
Ecoporanga es un municipio brasileño del estado del Espírito Santo. Situado en la región Noroeste del estado se destaca en la producción de leche y en la extracción y procesamiento de rocas ornamentales.